# Robert de Roquebrune
Pour les articles homonymes, voir Roquebrune.
Robert de Roquebrune, de son vrai nom Robert Laroque, né à L'Assomption le 29 juillet 1889 et décédé à Cowansville le 4 juillet 1978, est un écrivain, essayiste et journaliste québécois, chercheur aux Archives publiques du Canada.

## Biographie
Fils de Hertel La Roque et de Lilia de Salaberry, Roquebrune naît à L'Assomption le 29 juillet 1889. Il est baptisé à l'église paroissiale le 31 sous le nom de « Joseph Robert Hertel Laroque ». Il quitte le manoir familial où il est né à l'âge de neuf mois[réf. nécessaire]. Après avoir suivi des études au Collège Mont-Saint-Louis, il aurait étudié au Collège de France et à la Sorbonne. Le 5 mai 1911, il épouse Joséphine Angers à l'église Saint-Jacques de Montréal. Il s'établit alors à Belœil, où il publie son premier récit. Il quitte la ville en 1919 pour s'installer à Paris.
Dans la perspective des Canadiens français, le premier lien important menant à la constitution d'un réseau « latin » des Québécois en France entre 1923 et 1939 apparaît comme étant celui entre Robert de Roquebrune et Gustave-Louis Tautain.
La position de Roquebrune à l'égard de Charles Maurras et de l'Action française n'est pas facile à trancher. Comme l'a souligné Dominique Garand, qui fut le premier à mettre cet aspect en évidence — dans « Par delà le régionalisme et l'exotisme » (2000) — Roquebrune a fréquenté des cercles maurrassiens à Paris, dont celui de Lesca, allant même jusqu'à rencontrer Léon Daudet et Charles Maurras lui-même. Son roman Les Habits rouges fut d'ailleurs publié en feuilleton dans Action française. Si ces faits témoignent d'une relative proximité, en revanche, Roquebrune note lui-même dans ses mémoires qu'il a fréquenté des salons et groupes affichant des positions politiques hostiles au mouvement de Maurras. Le seul endroit connu où il s'exprime clairement sur le maurrassisme est un article publié dans La Revue moderne en janvier 1922. Roquebrune concède que les « théories de Charles Maurras [...] ne manquent pas d'allures [sic] », mais juge que « le système de Maurras est fort discutable », entre autres parce que « la république est bien meilleure dans la réalité qu'elle ne l'est dans l'opinion de Maurras et des royalistes ».

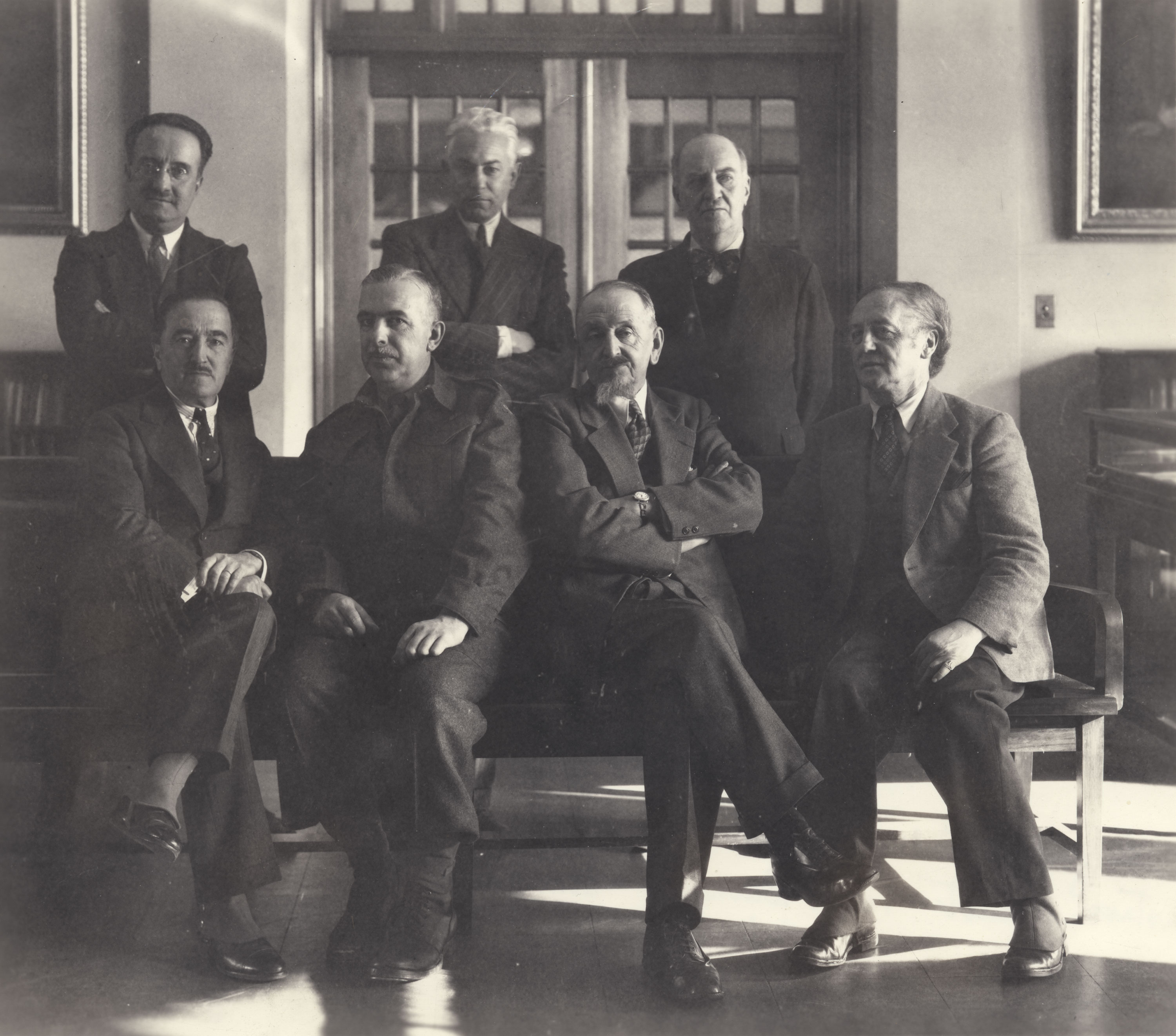
Les Sept aux Archives nationales, Ottawa, décembre 1944.
Deuxième rangée au centre : Robert de Roquebrune.

Par la suite, chercheur au bureau des Archives canadiennes à Paris, Robert de Roquebrune passe la plus grande partie de sa vie à dépouiller des archives françaises pour y découvrir les sources de l'histoire canadienne. En 1939, il rentre au pays. Après la Seconde Guerre mondiale, il retourne à Paris comme directeur aux Archives publiques du Canada. Il prend sa retraite en 1958.
Tous les romans, les études historiques et les mémoires de Robert de Roquebrune évoquent le charme d'une époque révolue. Le souvenir et le document socio-historique sont à l'origine de ses récits. Qu'il s'agisse des romans à psychologie très simple (Les Habits rouges, Les Dames Le Marchand, D'un océan à l'autre), ou des mémoires présentés sous forme de saynètes (Testament de mon enfance, Quartier Saint-Louis, Cherchant mes souvenirs), tout un passé se reconstitue sous la plume de Roquebrune, plein de voix anciennes et de poésie exquise. Romancier, mémorialiste, conteur, l'auteur l'est toujours dans ses écrits dont l'action renvoie le lecteur au monde de ses ancêtres.

## Archives
Un fonds d'archives Robert de Roquebrune est conservé à Bibliothèque et Archives Canada. Il y a également un fonds d’archives Robert De Roquebrune (MSS45) au centre d’archives de Montréal de Bibliothèque et Archives nationales du Québec.

## Œuvres

### Romans
- Les Habits rouges, 1923 (rééditions en 1930, 1948, 1955, 1960, 1978 et 1992)
- D'un océan à l'autre, 1924 (réédité chez Fides en 1958)
- Les Dames Le Marchand, 1927
- La Seigneuresse, 1960 (réédition en 1977)

### Recueils de contes ou nouvelles
- L'Invitation à la vie, 1913
- Contes du soir et de la nuit, 1942
- L'Invitation à la vie, suivi de Paysages et autres proses (2002), publication posthume

### Mémoires
- Testament de mon enfance, 1951 (rééditions en 1958, 1965 et 1979)
- Quartier Saint-Louis, 1966 (réédition en 1981)
- Cherchant mes souvenirs, 1911-1940, 1968

### Essais historiques
- Hommage à Charles-Michel de Salaberry, héros de Châteauguay, 1913
- La Guerre et l'amour au Canada d'autrefois, 1945
- Faussaires et faussetés en histoire canadienne, 1948
- Les Canadiens d'autrefois, 1966

## Citations
- « Le mensonge a souvent plus de force que la vérité, surtout auprès des femmes. » - Quartier Saint-Louis
- « L'art culinaire est plus important que l'art littéraire. Et on peut très bien vivre sans savoir lire tandis qu'il faut manger. » - Quartier Saint-Louis
- « Certains hommes sont ainsi. Une seule femme existe pour eux. Et si cette femme devient inaccessible, ils sont incapables de la chasser de leur souvenir. Elle demeure en eux, ne changeant pas, ne vieillissant pas. » - La Seigneuresse
- « Quand on aime on est toujours malheureux. » - Les Habits rouges
- « Les Anglais sont un peuple d'une ténacité presque surhumaine. Ils ne s'avouent jamais vaincus. Et ils finissent toujours par ne pas l'être. » - La Seigneuresse
- « Jamais une haute civilisation n'est si proche de son terme que lorsqu'elle a atteint son apogée. » - La Seigneuresse
- « On devient rebelle quand les siens sont en cause. » - Les Habits rouges
- « Quand un homme amuse une femme, il est bien près d'en être aimé. » - Les Habits rouges
- « Les histoires qui sont arrivées ne finissent jamais comme dans les romans, par le bonheur. Car les humains ne connaissent pas le bonheur. » - La Seigneuresse
- « L'homme est un animal conservateur. » - Quartier Saint-Louis

## Revues et journaux
- La Patrie
- La Presse
- La Revue moderne
- Le Canada
- Le Nigog
- Nova Francia
- Paris-Canada

## Honneurs
- Prix Ludger-Duvernay (1953)
- Médaille de l'Académie des lettres du Québec (1967)